# Knír kartáček

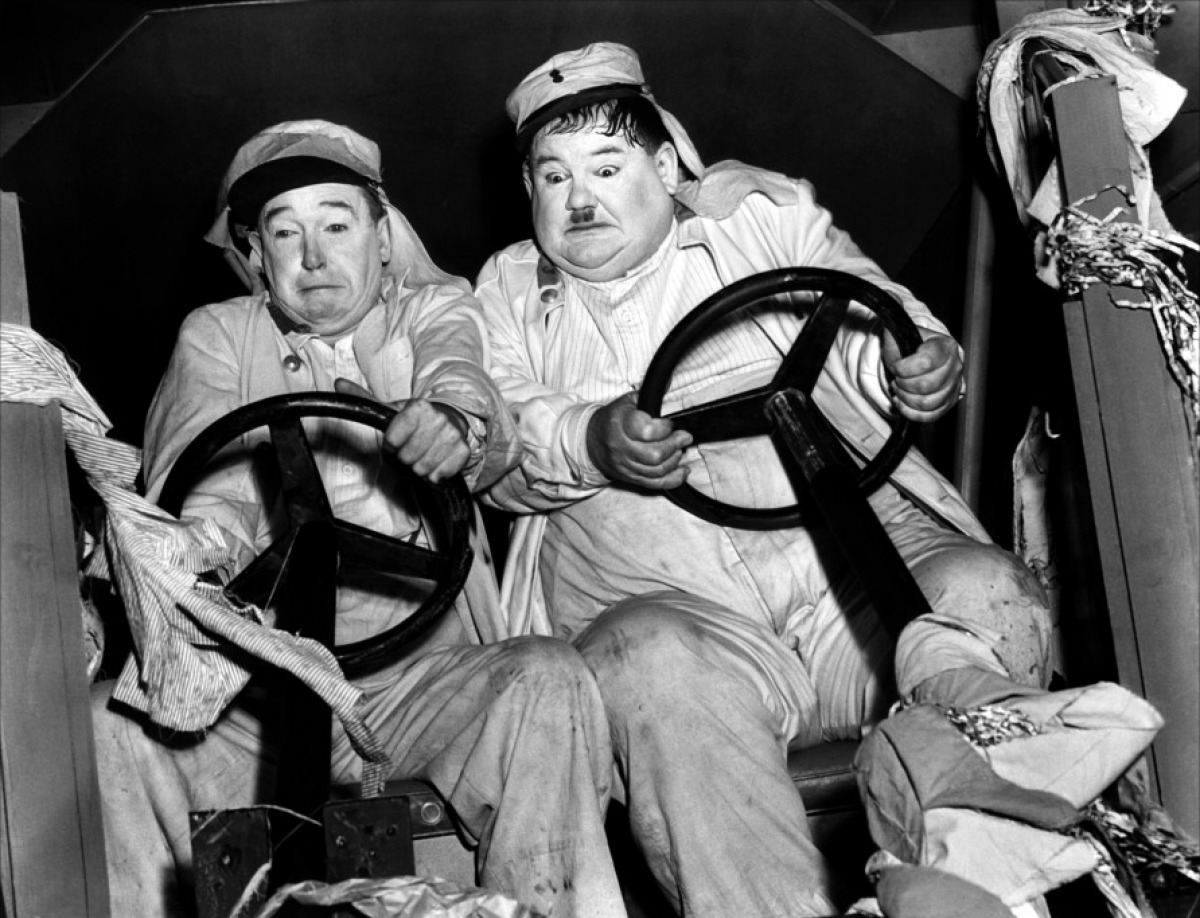
Komik Oliver Hardy nosil knírek ve stylu kartáčku (na snímku v roce 1939); rozkvět popularity zažil tento typ knírku mezi lety 1900 a 1945, kdy si jej osvojil i Adolf Hitler

Knír (zubní) kartáček (angl. toothbrush moustache) je typ kníru, který je oholený na okrajích a zanechává tři až pět centimetrů vousů nad středem horního rtu. Boky kníru jsou svislé (nebo téměř svislé), což dává vousům knírku vzhled štětin zubního kartáčku připevněných k nosu. Proslavili ho komici jako Charlie Chaplin a Oliver Hardy. Knír typu kartáček byl na konci 19. století populární ve Spojených státech, odtud se rozšířil do Evropy, zejména do Německa, a nejvyšší popularity dosáhl v meziválečných letech. Po druhé světové válce jeho popularita zcela opadla kvůli spojení s německým nacistickým vůdcem Adolfem Hitlerem.
Knír je ve světě známý také jako typ Hitler, Charlie Chaplin, 1/3, podnos nebo poštovní známka.

## Ve Spojených státech

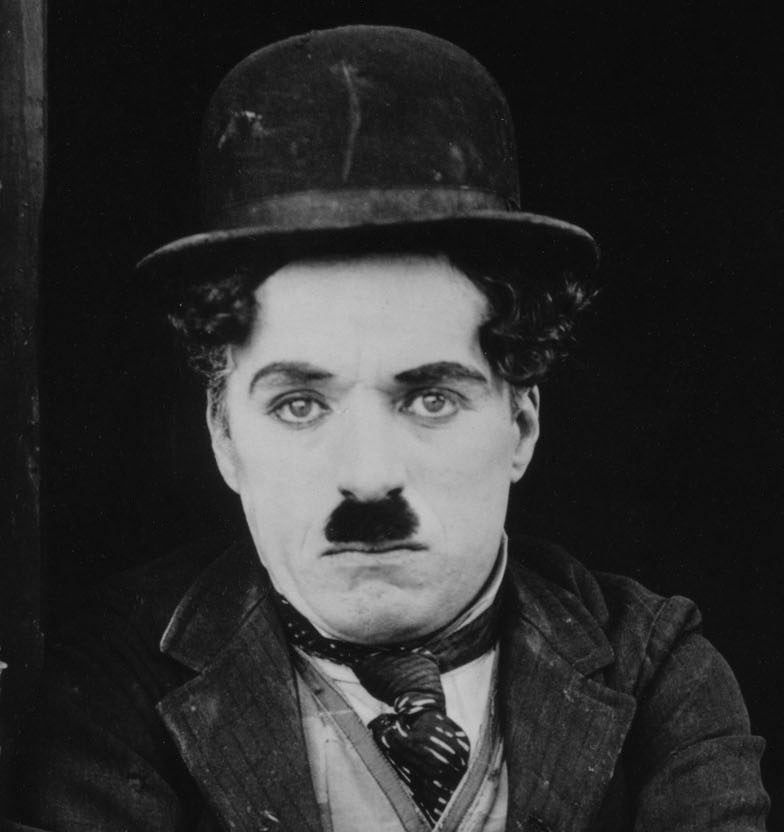
Charlie Chaplin se domníval, že mu knír dodává komický vzhled (1921)

Styl se původně stal populární na konci 19. století ve Spojených státech. Byl to elegantní nenáročný styl, který odrážel standardizaci a uniformitu způsobenou industrializací, na rozdíl od okouzlujících knírů typických pro 19. století: císařský (podle císaře Viléma II.), mrož, řídítka, podkova a tužka.
Jedním z nejznámějších mužů s kartáčkem byl Charlie Chaplin, který se s nám poprvé představil po roce 1914 v němých komediích Macka Sennetta. V rozhovoru z roku 1933 Chaplin uvedl, že do svého kostýmu přidal knír, protože měl komický vzhled a byl dost malý, aby nezakrýval výraz obličeje. Adolf Hitler byl Chaplinovým fanouškem, ale podle historika Rona Rosenbauma „neexistuje žádný důkaz (pouze spekulace), že si Hitler vymodeloval svůj knír podle něj“. Chaplin využil pozoruhodnou podobnost svého filmového vzhledu s Hitlerem ve filmu Diktátor (v originále The Great Dictator), který vůdce parodoval.

## V Německu

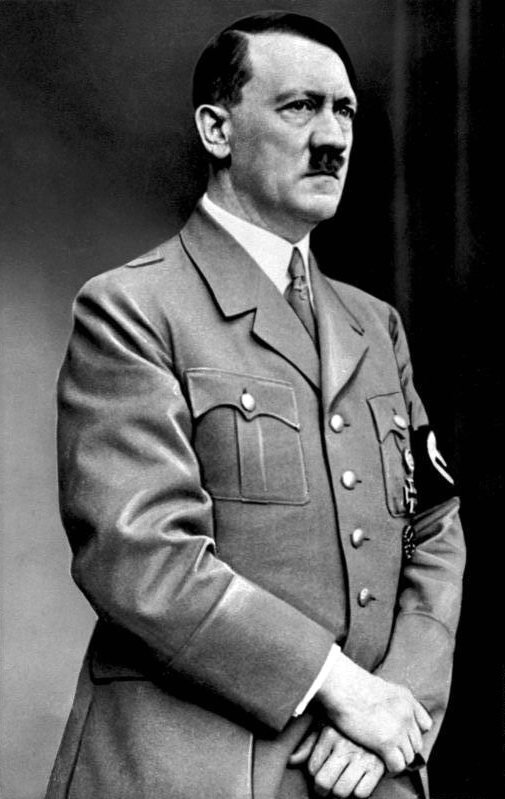
Vzhled Adolfa Hitlera (1937) byl natolik definován knírem ve stylu kartáčku, že se po válce stal téměř nepoužívaným

Knír kartáček byl do Německa uveden na konci 19. století z Ameriky. Do té doby byl nejoblíbenější styl, který se nazýval Kaiserschnurrbart podle císaře Viléma II., jenž tento velkorysý knír, parfémovaný a na koncích zvrásněný, zpopularizoval. V roce 1907 nové ořezané a jednoduché kníry na kartáček nosilo už tolik Němců, že tehdejší New York Times přinesly článek pod titulkem „KNÍR KARTÁČEK; německé ženy nesnesly své uzurpování „Kaiserbartem“. Knír kartáček si osvojil i německý automobilový závodník a populární hrdina Hans Koeppen ve slavném závodě z New Yorku do Paříže v roce 1908, čímž upevnil popularitu knírku mezi mládeží. Koeppen byl popisován jako „šest stop vysoký, štíhlý a atletický, s knírkem, který je charakteristický pro jeho třídu, vypadá jako ideální typ mladého pruského gardisty“. Na konci první světové války dokonce i někteří členové německé královské rodiny začali nosit kartáček; korunní princ Vilém byl zastižen s kartáčkem na fotografii z roku 1918 ve chvíli, kdy byl poslán do exilu.
Hitler původně nosil císařský knír, jak dokládají jeho fotografie z vojenské služby během první světové války. Neexistuje shoda na tom, v jakém roce si Hitler poprvé knír oholil na kartáček. Alexander Moritz Frey, který sloužil s Hitlerem během první světové války, uvedl, že Hitler začal nosit kartáček v zákopech poté, co mu bylo nařízeno si knír oholit pro usnadnění nošení plynové masky. Kulturní historik Ron Rosenbaum se domnívá, že Hitler začal kartáček nosit až koncem roku 1919; z let 1921–1924 existuje i několik fotografií, na kterých je zachycen s větším knírem.
Hitlerova švagrová Bridget Hitlerová (roz. Dowlingová) uvedla, že to byla ona, kdy byl zodpovědný za Hitlerův knírek už před válkou, což většina odborníků považuje za snahu zviditelnit se. Bridget ve svých pamětech tvrdila, že Adolf strávil „ztracenou zimu“ 1912–13 u ní v Liverpoolu. Naléhala na něj, ať si zastřihne svůj nepoddajný císařský knír, který nemohla vystát. A jako bonmot dodává, že stejně jako ve většině věcí – i při holení zašel příliš daleko.

## Po druhé světové válce

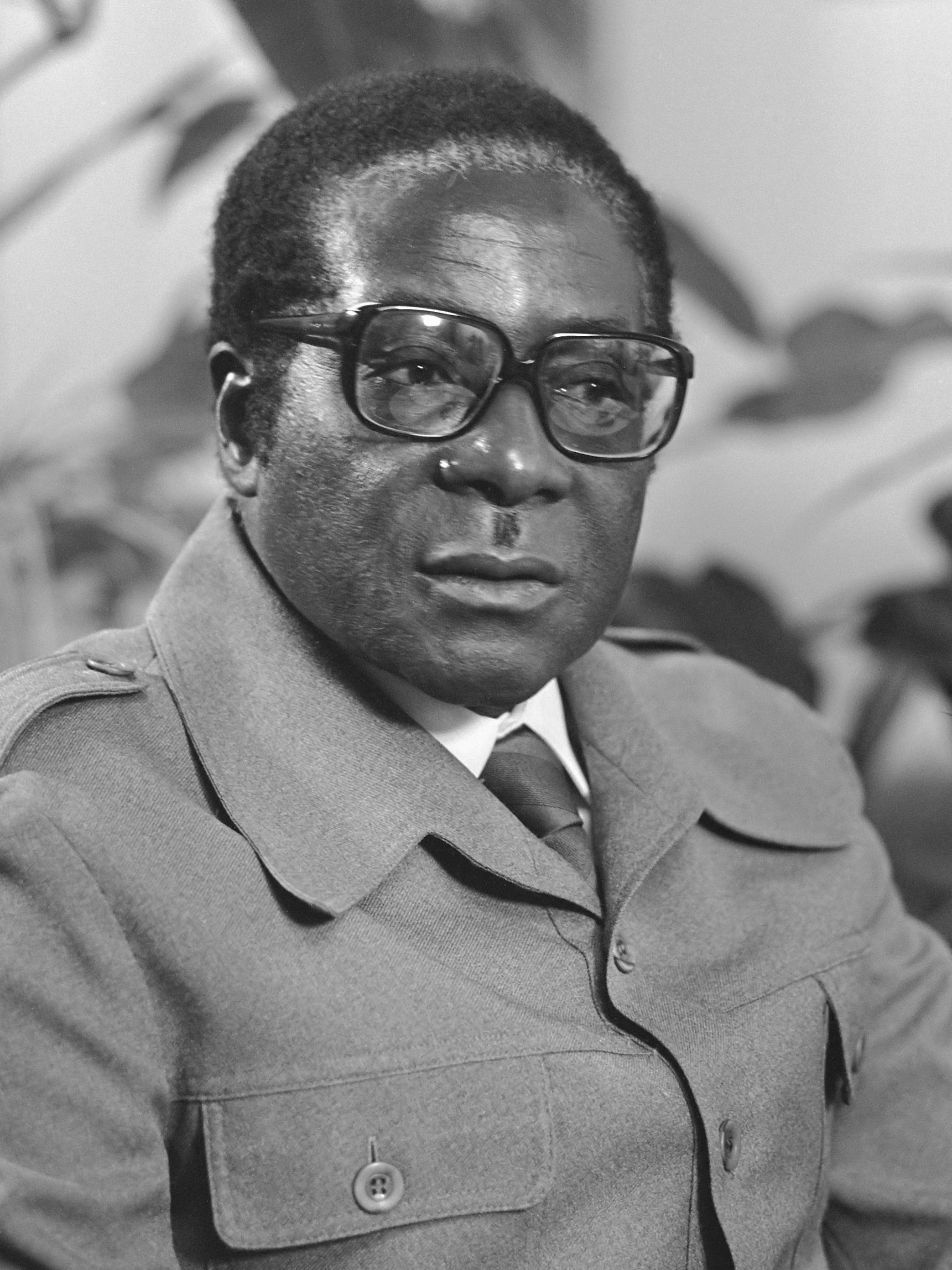
Extrémní varianta kníru Roberta Mugabeho je zúžena pouze na philtrum (1979)

Po druhé světové válce knír kartáček upadl ve většině světa v nemilost kvůli silnému spojení s Hitlerem (většinou se o něm od té doby také mluví jako o “Hitlerově knírku”.
Originální design J. Jonaha Jamesona, vedlejší postavy z fiktivního komiksu Spider-Man, nosí kartáček očividně proto, aby vypadal hloupěji a jako Hitler, což pak přebírali i filmoví tvůrci (ovšem herec J. K. Simmons ztvárnil Jamesona ve filmech Spider-Man na začátku 21. století s tužkovým knírem).
Ron Mael z londýnské rockové kapely Sparks nosil kartáček po většinu 70. a 80. let. Po dosažení úspěchu u mainstreamového publika v roce 1974 s písní This Town Ain't Big Enough for Both of Us, uvedl The Economist, že „celá generace, která ujížděla na Top of the Pops, viděla knír Rona Maela, načež vyběhla z obýváku s křikem: "Mami! Tati! Hitler hraje na klávesy v 'Top of the Pops'!“ (The Sparks akcentuje vzhled knírku v písni "Mustache" textem "A když jsem si ho řádně oholil / moji židovští přátelé mi přestali volat.")
V roce 2009 britský komik Richard Herring uvedl stand-up show s názvem Hitler Mustache, aby zjistil, zda „by mohl oprášit kartáček pro komedii – vždyť to byl původně Chaplinův knírek, který Hitler zničil“. Během vystoupení také probíral aktuální záležitosti jako fašismus a britskou národní stranu.
V květnu 2010 se v reklamě na oblečení značky Hanes objevil bývalý basketbalový hráč Michael Jordan s kartáčkem. Reakce tisku a veřejnosti byla nepříznivá. Jordanův přítel Charles Barkley řekl: „Musím přiznat, že nevím, co si sakra myslel a nevím, co si mysleli Hanes. Myslím, že je to prostě hloupé, je to prostě špatné, tuctové a jednoduché.“
Extrémní varianta kníru kartáčku jej zužuje pouze na philtrum, s nímž se setkáme u Roberta Mugabeho či sovětského politika Vasila Mžavanadzeho.

## Známí lidé s knírkem kartáček
- Alexandr Vasiljevič Alexandrov
- Ivan Christoforovič Bagramjan
- Siad Barre
- Charlie Chaplin
- Karl Maria Demelhuber
- Sepp Dietrich
- Walt Disney[18]
- Eliyahu Dobkin
- Irmfried Eberl
- August Eigruber
- Levi Eshkol
- Hermann Esser
- Gottfried Feder
- Max Fleischer
- Francisco Franco[19]
- Naftalij Aronovič Frenkel
- Oliver Hardy
- Sádek Hedájat
- Heinrich Himmler
- Adolf Hitler
- Karl Holz
- Paolo Iashvili
- Michael Jordan[16]
- Vladimir Karpov
- Friedrich Kellner
- Erich Koch
- Fumimaro Konoe
- Semjon Moisejevič Krivošein
- Hinrich Lohse
- Ron Mael
- Clarence D. Martin
- Emil Maurice
- Robert Mugabe
- Julius Nyerere
- Hermann Obrecht
- George Orwell
- Waldemar Pabst
- Ivan Vasiljevič Panfilov
- Artur Phleps
- Marcel Pilet-Golaz
- Sajjid Qutb
- Julius Raab
- Ramakrišna Ranga Rao z Bobbili
- Lothar Rendulic
- Franz Ritter von Epp
- Ernst Röhm
- Mahmud Salman
- Fritz Sauckel
- Ferdinand Sauerbruch
- Walter H. Schottky
- Julius Schreck
- Jicchak Šamir
- Jean Sibelius[20]
- Bakr Sidqi
- Mehmed Spaho
- Julius Streicher
- Rafael Trujillo
- Fred Trump
- Christian Wirth
- Genrich Jagoda
- Yisrael Yeshayahu
- Georgij Konstantinovič Žukov